# Edwin Ganz
Emile Edwin Ganz (Zürich, 3 oktober 1871 – Meise, 20 augustus 1948) was een Zwitsers-Belgisch kunstschilder, gespecialiseerd in de voorstelling van paarden en militaria.

## Levensloop

### Afkomst
Ganz werd geboren als zoon van Julian (Julien) Ganz (Zürich, 1844 - Brussel, 1892), musicus (cello), aquarellist en beroepsfotograaf, en van Edith Herringen (overleden 1925). Zijn moeder stamde uit een Duitse militaire familie maar bezat de Britse nationaliteit. Zijn grootvader Johannes Ganz (Bulach, 1821 - Zürich, 1886) was ook al kunstschilder, lithograaf en fotograaf.

### Jeugd en studies
Toen Ganz drie jaar was vestigden zijn ouders zich in Brussel. Zijn vader oefende er het beroep van fotograaf uit en kwam zo in contact met veel vooraanstaanden en kunstenaars. Ganz groeide op in die stad en was hoogstwaarschijnlijk ook actief in het fotoatelier.
Na de humaniora volgde hij lessen aan de Academie voor Schone Kunsten in Brussel (1887-1891 en 1894-1895), in het privé-atelier van Ernest Blanc-Garin en later (1899) in het privé-atelier van Édouard Detaille (1847-1912) in Parijs. Deze laatste was vooral gekend als schilder van militaire taferelen, het genre dat ook Edwin Ganz prefereerde.

### Schilder van het militaire leven

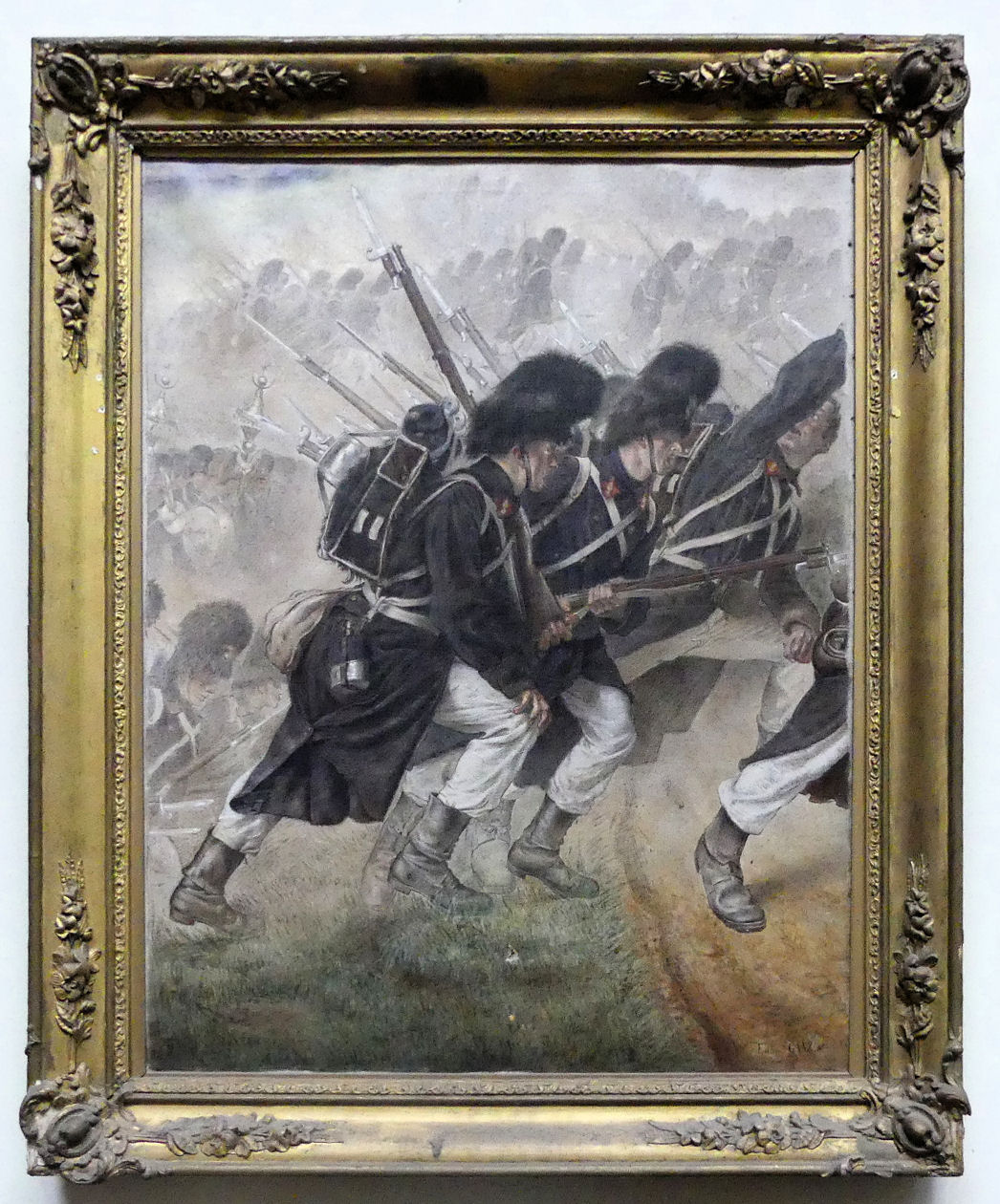
Voorstudie, bewaard in het Legermuseum, Brussel.

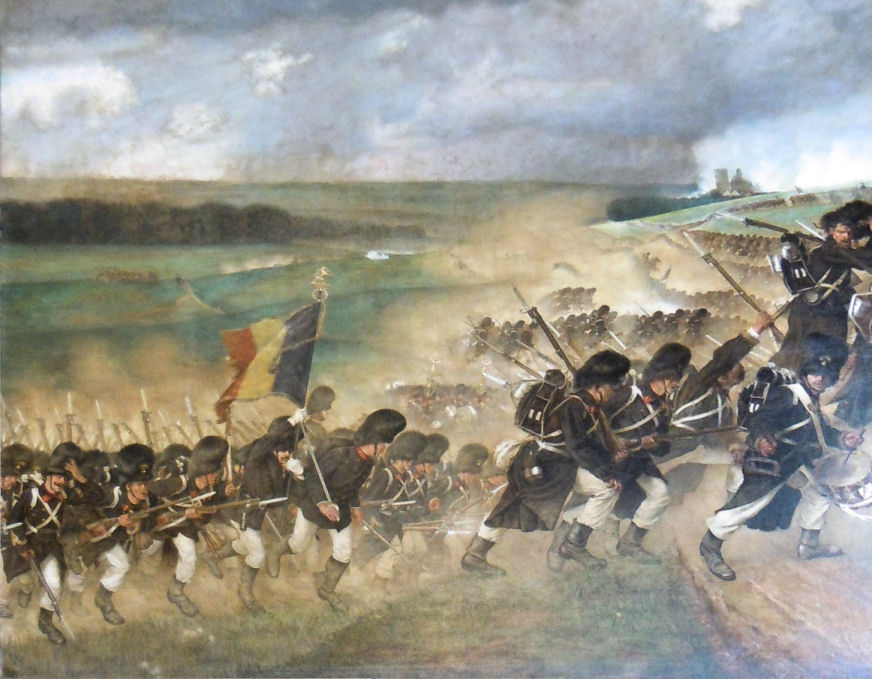
L'Assaut de Montaigu (4 september 1894) door Edwin Ganz

Ganz was sterk aan het leger en de militaire tradities gehecht. In het verlengde lag uiteraard zijn aanhankelijkheid aan het vorstenhuis en zijn liefde voor paarden en uniformen. Hij kreeg toelating om manoeuvres van het Belgisch leger bij te wonen en tijdens de oefeningen schetsen te maken (o.a. in 1888 in Echternach; in 1894 in Scherpenheuvel). Ook bij de koninklijke familie en haar entourage was hij een bekende. Hij mocht de paarden uit de koninklijke stallen schilderen. Zo kwam hij in het domein van Boechout-Meise terecht, waar de rijdieren van koningin Maria Hendrika en van prinses Clementina van België werden verzorgd. De prachtige natuur op dat domein zou hem tot vele landschapsschilderingen inspireren.
Na de dood van zijn vader in 1892 vestigde moeder Ganz zich in de Rogierlaan 42 in Schaarbeek. Later keerde ze terug naar Zürich.
In 1914 hield Edwin Ganz een individuele tentoonstelling in Zürich bij kunsthandelaar Wolfensberger. Veel later, in 1930, verbrak hij zijn vriendschap met deze laatste.

### De Eerste Wereldoorlog was een keerpunt
Ganz’ beste en gelukkigste jaren waren die vóór WO I. Hij kon beschikken over ruime financiële middelen uit het familiefortuin. De oorlog en de financiële crisissen van het interbellum ondergroeven zijn financiële welstand volledig: het familiebezit was bijna volledig belegd in Duitse en Oost-Europese waarden die na 1918 compleet waardeloos waren geworden.
Tijdens de oorlog exposeerde hij in het Rood Klooster in Oudergem (1917). Vooral na 1918 profileerde hij zich als de schilder van het Belgisch trekpaard. Hij schilderde de kampioenen van 1919 (de merrie H. Alida van Obaix en de hengst Drinker van Hondzocht) en een portret van de merrie l’Étoile II, eigendom van baron Goffinet.
Vanaf 1919 tot aan het einde van de Tweede Wereldoorlog sierde een afbeelding van een werk van Ganz de affiches van de jaarlijkse tentoonstelling van trekpaarden. Ook prentkaarten met dit motief verschenen.

### Neergang
Ook al was hij Zwitser van afkomst, zijn Duits klinkende naam en zijn imago van vreemdeling maakten dat men hem in de naoorlogse jaren - net als kunstschilder Willy Schlobach - eerder afkerig ging bejegenen. In oktober 1923 werd hij getroffen door een bloedaandrang die zijn gezondheid ernstig ondermijnde. Hij kreeg meer en meer het tragische profiel van de verarmde en onbegrepen kunstenaar. Hij maakte schulden die hij niet meer kon vereffenen en een groot gedeelte van zijn atelierinboedel werd in beslag genomen. Bij kennissen kon hij delen van zijn schilderijenvoorraad verbergen.
Na het overlijden van keizerin Charlotte van België in 1927, verliet haar personeel stilaan het domein van Meise en Edwin Ganz mocht zowat gratis in een dependentie van het kasteel blijven wonen. Afgezien van enkele kennissen leefde Ganz hier als een soort kluizenaar, verwaarloosd en ver van de buitenwereld.
Hij ging zich nu bezighouden met de geschiedenis van het kasteel en zijn bewoners en verzorgde een publicatie daarover: Le Domaine Royal de Bouchout et ses châteaux (1940). Het boek kende drie herdrukken. Bij een research kon hij een beroep doen op de vele gegevens die gravin de Romree de Vichenet, geboren Marguerite de Beauffort, hem ter beschikking stelde.
In 1929 verliet hij, financieel aan de grond, België en reisde naar Zwitserland, maar keerde al gauw terug. In 1933 maakte hij een zware inzinking door.
In 1935-1936 kon hij les geven aan de Academie van Brussel over de anatomie van het paard. In 1938 werd een reeks van 8 prentkaarten met Brabantse landschappen van Ganz uitgegeven (uitg. A. van Praet, Meise) en in 1939 had hij een individuele tentoonstelling in de ‘Cercle Artistique des Invalides’ in Brussel.
Tijdens de Tweede Wereldoorlog in de kerstperiode van 1942, kon hij nog exposeren in de plaatselijke jongensschool, samen met de kunstkring van Meise.
Na de Tweede Wereldoorlog was hij erg ziek, compleet vereenzaamd en totaal verarmd. Een van zijn laatste steunpilaren was de familie van Jan van Gijsel, de oprichter van de warenhuisketen Sarma, die in 1938 een deel van het domein van Boechout had gekocht. In augustus 1948 stierf Edwin Ganz op 76-jarige leeftijd eenzaam op zijn zolderkamer in de Orangerie van Boechout-Meise. Hij werd begraven op het kerkhof van Meise.

## Oeuvre
Ganz tekende in den beginne vooral legertypes, een genre dat slechts weinig boefenaars kende (o.a. ook Léon Abry, Louis Geens, Jules van Imschoot en Joseph van Severdonck). Zijn meesterwerk in het genre was “De bestorming van Scherpenheuvel”, een reportagestuk over de legermanoeuvers van de grenadiers aldaar in 1894. Het was een prestigieus doek van 3 op 4 meter, waaraan hij drie jaar had gewerkt. Tal van voorstudies gingen eraan vooraf. Het schilderij werd aan de Vriendenkring van de Grenadiers in Brussel geschonken door een oud-luitenant van het regiment.
In 1901 kwam hij als kunstschilder in dienst van prinses Clementine en dit tot 1903. Op het domein van Laken tekende en schilderde hij haar rijpaarden. Hij penseelde er ook enkele paarden van Leopold II: ‘Cheltenham’, ‘Spa’ en ‘Coo’ (alle in 1903). Vanaf die tijd gaat zijn aandacht meer uit naar het paard op zich, ook het landelijke trekpaard. Daarnaast had hij oog voor het volkse en het landelijke: dagbladverkopers, oude paarden in een paardentramdepot, het ploegen op het veld, de bietenoogst, het landschappelijk schoon.
Vele van zijn militaire uniformtekeningen werden in kleurlitho’s gedrukt.
In 1986 was er een retrospectieve Ganz in de benedenzaal van het Kasteel van Bouchout in de Nationale Plantentuin van België te Meise.
Ganz was medewerker aan het tijdschrift “Eigen Schoon”. Hij zorgde voor de illustraties van talrijke Brabantse types. Die tekeningen werden ook afzonderlijk als prentkaarten uitgegeven (uitg. Frans van Achter, Asse).
Zijn tekening uitgevoerd in gemengde techniek "Het geleiden van het Brabantse trekpaard." werd in november 2007 geveild op €950, terwijl een olieverfschilderij Kop van een paard van de koninklijke wacht. in november 2006 geveild werd op €650, telkens in het Hôtel de Ventes Horta, Brussel.

## Musea
- Brussel, Koninklijk Museum van het Leger en de Krijgsgeschiedenis
- Meise, Nationale Plantentuin van België (ook briefwisseling)
- Kazerne Prins Albert, Brussel
- Kunsthaus Zürich in Zürich
- British Museum in Londen[2]

- Gemeinsame Normdatei: 174210310
- RKD-Nederlands Instituut voor Kunstgeschiedenis: 30176
- SIKART: 4025048
- Union List of Artist Names: 500007283
- Virtual International Authority File: 95725284